# Tschernyschewka (Kaliningrad)
Tschernyschewka (russisch Чернышевка, deutsch Groß Beynuhnen, 1938–1945 Großbeinuhnen) ist ein kleiner Ort in der russischen Oblast Kaliningrad. Er gehört zur kommunalen Selbstverwaltungseinheit Munizipalkreis Osjorsk im Rajon Osjorsk.

## Geographische Lage
Tschernyschewka liegt neun Kilometer südwestlich der Rajonstadt Osjorsk (Darkehmen/Angerapp) an einer Nebenstraße, die von Otradnoje (Kunigehlen/Stroppau) an der Regionalstraße 27A-025 (ex R508) nach Rossoschanka (Alt u. Neu Sauskojen/Alt- u. Neusauswalde) führt.
Bis 1945 bestand Bahnanschluss über die Bahnstation „Beynuhnen“ (1938–1945 Beinuhnen) im Nachbarort Klein Beynuhnen (1938–1945 Kleinbeinuhnen, heute russisch: Uljanowskoje) an einer Bahnstrecke, die von Gumbinnen (russisch: Gussew) über Darkehmen (1938–1945 Angerapp, russisch: Osjorsk) bis in das heute in Polen gelegene Angerburg (polnisch: Węgorzewo) führte. Sie ist nicht mehr in Betrieb.

## Geschichte
Das Dorf Groß Beynuhnen zählte im Jahr 1818 immerhin 159 Einwohner, deren Zahl sich bis 1863 auf 378 mehr als verdoppelte. Im Jahr 1874 wurde die Landgemeinde Groß Beynuhnen dem neu eingerichteten Amtsbezirk Kunigehlen (1938–1945 Stroppau, heute russisch: Otradnoje) im Kreis Darkehmen zugeordnet. Im Jahre 1907 lebten in Groß Beynuhnen 281 Menschen. 1933 wurden in Groß Beynuhnen 237, und 1939 – als der Ort bereits seit 1938 „Großbeinuhnen“ hieß – 215 Einwohner registriert.
Im Januar 1945 wurde der Ort von der Roten Armee besetzt. Die neue Polnische Provisorische Regierung ging zunächst davon aus, dass er mit dem gesamten Kreis Darkehmen (Angerapp) unter ihre Verwaltung fallen würde. Im Potsdamer Abkommen (Artikel VI) von August 1945 wurde die neue sowjetisch-polnische Grenze aber unabhängig von den alten Kreisgrenzen anvisiert, wodurch der Ort unter sowjetische Verwaltung kam. Im November 1947 erhielt er den russischen Namen Tschernyschewka und wurde gleichzeitig dem Dorfsowjet Otradnowski selski Sowet in Rajon Osjorsk zugeordnet. Die polnische Umbenennung des Ortes in Bejnuny Wielkie im Dezember 1947 wurde nicht mehr wirksam. Vermutlich 1963 gelangte Tschernyschewka in den Nowostrojewski selski Sowet. Von 2008 bis 2014 gehörte der Ort zur Landgemeinde Nowostrojewskoje selskoje posselenije, von 2015 bis 2020 zum Stadtkreis Osjorsk und seither zum Munizipalkreis Osjorsk.

## Kirche

### Kirchspiel
Die überwiegend evangelische Bevölkerung Groß Beynuhnens war zwischen 1607 und 1647 in das Kirchspiel Dombrowken (1938–1945 Eibenburg, heute polnisch: Dąbrówka) eingepfarrt, dann zu Trempen (heute russisch: Nowostrojewo), ab 1727 zum Kirchspiel Szabienen (1938–1945 Lautersee, heute polnisch: Żabin), 1825 erneut zu Trempen und zuletzt wieder zu Dombrowken, und gehörte somit bis 1945 zum Kirchenkreis Darkehmen (1938–1946 Angerapp, heute russisch: Osjordk) in der Kirchenprovinz Ostpreußen der Kirche der Altpreußischen Union. Der letzte deutsche Geistliche war Pfarrer Erich Wisotzki.
Heute liegt Tschernyschewka im Einzugsbereich der evangelischen Gemeinde der Salzburger Kirche in Gussew (Gumbinnen), die zur Propstei Kaliningrad der Evangelisch-Lutherischen Kirche Europäisches Russland (ELKER) gehört.

### Kirchengebäude
Im Jahre 1725 veranlasste Graf Alexander von Dönhoff (1683–1742) in Groß Beynuhnen eine eigene Pfarrkirche zu errichten, die speziell für die Kirchenglieder reformierter Konfession bestimmt sein sollte. Sie wurde auf einer kleinen Anhöhe errichtet und 1739 eingeweiht. Der Turm reichte lediglich bis zum Dach. Neben der Kirche wurde ein Predigerhaus errichtet.
Im Jahre 1819 – nach Einführung der Union – wurde die Kirche überflüssig und abgerissen, ihre Glocken kamen an die Kirche in Szabienen (heute polnisch: Żabin). Die Kirche gehörte zur reformierten Inspektion Königsberg (Preußen) (heute russisch: Kaliningrad), und die Gemeinde setzte sich vor allem aus reformierten Kirchengliedern in den Kirchspielen Dombrowken und Trempen zusammen.

#### Pfarrer
Als reformierte Pfarrer amtierten an der Kirche in Groß Beynuhnen:
Johann Konrad Frank, 1721–1731, Johann Georg Ulrich, ab 1731, NN. Giegelsberger, bis 1762. Danach blieb die Pfarrstelle unbesetzt und reformierte Nachbarpfarrer wurden tätig. Die letzten beiden Gottesdienste im Jahre 1819 hielt der Superintendent und spätere Konsistorialrat Johann Ernst Lüls, der damals in Göritten (heute russisch: Puschkino) im Kreis Stallupönen (1938–1946 Ebenrode) Dienst tat.